# انتخابات الرئاسة اليونانية 1980
انتخابات الرئاسة اليونانية 1980 هي الانتخابات الرئاسية التي جرت في 5 مايو 1980، لانتخاب رئيس اليونان، فاز بالانتخابات قسطنطين كرامنليس.